# Mont Falterona
Le mont Falterona est une montagne des Apennins, lieu d'excursion qui, au même titre que le proche mont Falco, est un des lieux les plus intéressants du Casentino.
Il fait partie du Parc national des forêts casentinoises, des monts Falterona et Campigna. Son sommet est traversé par la frontière entre la ville métropolitaine de Florence et la province d'Arezzo.
La montagne est recouverte de hêtres et c'est sur ses flancs que se trouve la source du fleuve Arno, cours d'eau qui arrose notamment les villes de Florence et de Pise.

## Il capo d'Arno

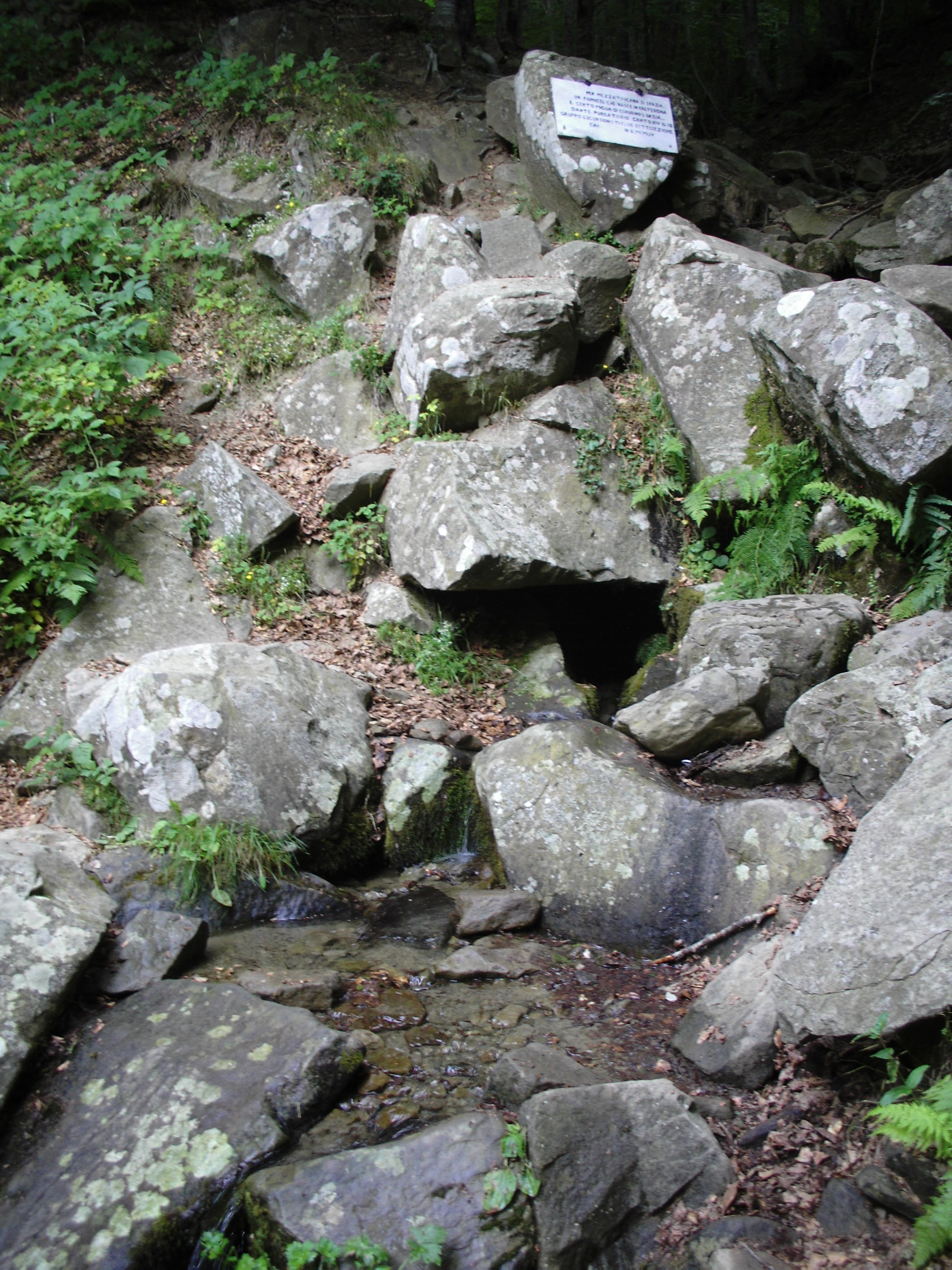
Il Capo d'Arno, la source de l'Arno.

Sur le versant méridional de la montagne, à environ 1 358 mètres d'altitude, se trouve une source appelée Capo d'Arno et considérée comme la source à l'origine du fleuve homonyme ainsi que des principaux cours d'eau toscans.
Dante Alighieri décrit dans la Divine Comédie le lieu où se situe la source :
« Lors, je dis : « Au milieu de la Toscane passe

un cours d’eau qui commence auprès de Falterone

et parcourt pour le moins cent milles de chemin. »
Dante Alighieri, la Divine Comédie, Purgatoire, XIV, 16-18.

## Il Lago degli Idoli

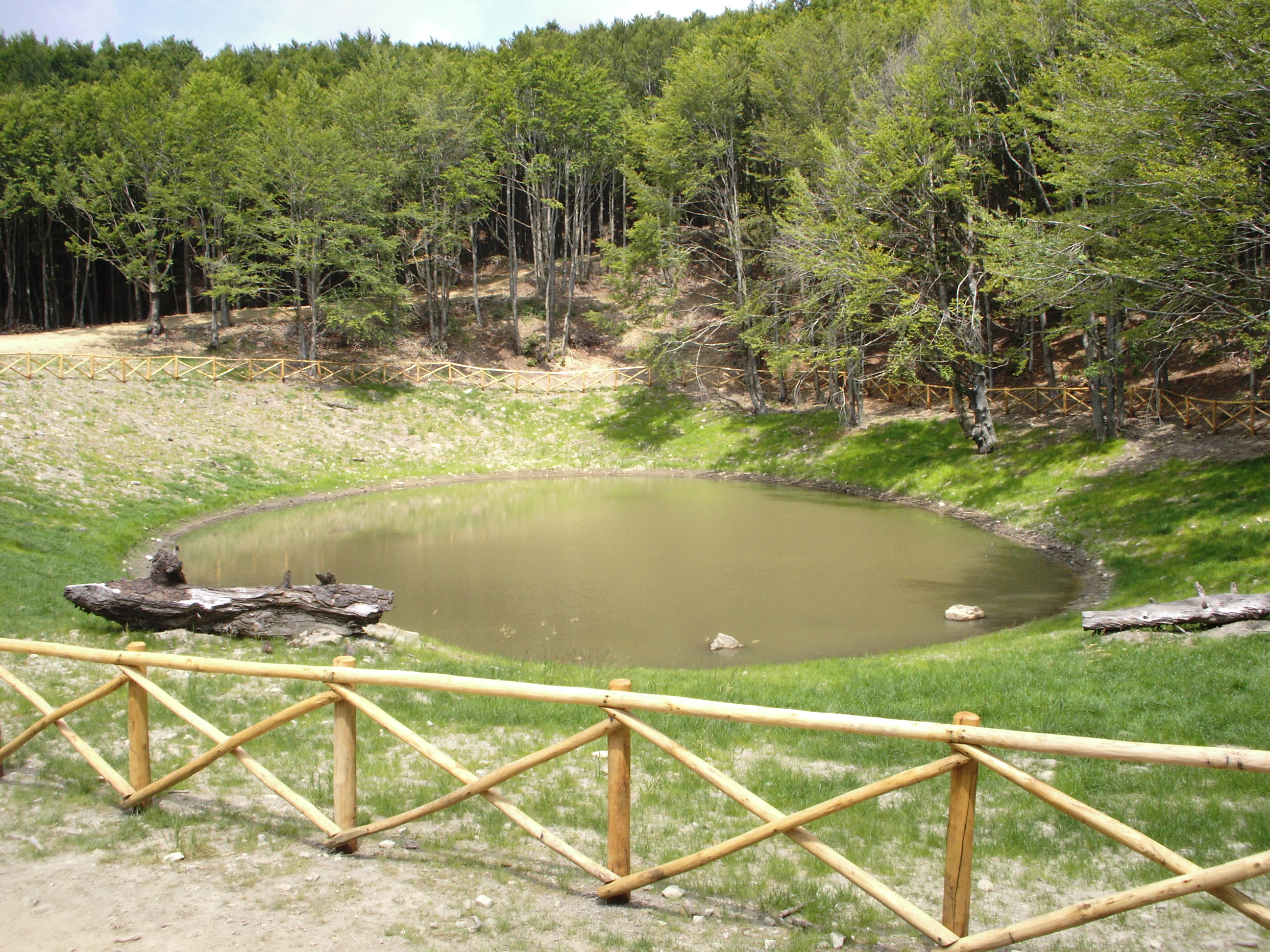
Il lago degli Idoli.

Plus à l'est se trouve un petit point d'eau dénommé Lago degli Idoli. Le lac a été récemment[Quand ?] inondé à nouveau car il avait complètement disparu.
Il s'agissait par le passé d'un site archéologique duquel ont été extraites un nombre considérable de statuettes principalement d'origine étrusque mais aussi grecque et romaine. Une grande partie de celles-ci représente des parties anatomiques humaines mais aussi certaines représentent des animaux et semblent toutes symboliser des sacrifices : tout cela participe à donner à ce lieu un caractère sacré.
Au printemps 1838, suite à l'heureuse découverte d'une statuette en bronze par une gardienne de troupeaux aux alentours du lac, se met en place à Stia une société formée de différents groupes d'amateurs locaux qui entreprend une grande campagne de fouilles sur les lieux. L'exceptionnelle quantité de pièces mises au jour au cours des années 1838 - 1839 participeront à l'assèchement du lac afin de faciliter les excavations. Il n'y a que quelques années que le lac a été rétabli en son lit initial.
Tout le fruit de cette première campagne de fouilles fut offert au grand-duc Léopold II de Toscane qui non seulement ne se montra pas intéressé par l'acquisition de ces pièces mais en plus ne fit rien pour en empêcher la dispersion. En effet, quelques pièces ont été retrouvées dans des collections permanentes de musées prestigieux tels que Le Louvre, le British Museum et l'Ermitage mais une grande partie de ces pièces restent encore aujourd'hui introuvables. Dans les années suivantes, d'autres campagnes de fouilles se sont succédé, apportant de nouveaux résultats, surtout grâce au Groupe Archéologique Casentinois.